# Upstairs and Down
Upstairs and Down er en amerikansk stumfilm fra 1919 af Charles Giblyn.

## Medvirkende
- Olive Thomas som Alice Chesterton
- Rosemary Theby som Betty Chesterton
- David Butler som Tom Carey
- Robert Ellis som Terrence O'Keefe
- Mary Charleson som Rosalie